# Bat for Lashes
Bat for Lashes est le nom de scène de la musicienne Natasha Khan, née le 25 octobre 1979 à Londres, au Royaume-Uni. Sur scène, elle est accompagnée de plusieurs musiciens, à l'origine Ginger Lee, Abi Fry et Lizzie Carey.

## Biographie
Natasha Khan est née dans une famille de joueurs pakistanais de squash dont son père Rehmat Khan, cousin et entraîneur de la légende du squash Jahangir Khan.
Son père est pakistanais, sa mère est anglaise. Elle a vécu une partie de son enfance au Pakistan. Elle a un frère et une sœur : Tariq et Suraya.
Avant de devenir musicienne, la jeune femme a travaillé en tant qu'institutrice dans une école maternelle, puis a commencé à écrire des chansons.
Bat For Lashes s’est produit la première fois fin 2005, en ouverture de CocoRosie, à la Scala de Londres. Un an plus tard, presque jour pour jour, Bat For Lashes y donnait un concert devant un public composé entre autres de Björk, Nellee Hooper et Brett Anderson. Devendra Banhart, Jarvis Cocker et Thom Yorke, comptent parmi ses autres amateurs célèbres. Sa musique a par ailleurs été comparée à celle de plusieurs autres voix féminines, Siouxsie Sioux, Kate Bush et Björk,.
Après des chroniques favorables publiées dans The Guardian, Mojo ou Dazed & Confused, Bat For Lashes se produit au SXSW Festival d’Austin, au Texas, apparaissant sur plusieurs scènes durant son séjour de quatre jours, reprenant notamment  I’m On Fire, de Bruce Springsteen.
L'album Two Suns est réédité le 7 septembre 2009 dans une édition luxe avec sept titres bonus et un DVD avec le documentaire Two + Two[réf. nécessaire].
Elle a fait la première partie du concert de Coldplay en Europe et en Amérique latine.
Elle a collaboré avec Beck avec qui elle a composé la chanson Let's get Lost, pour le film Twilight, chapitre III : Hésitation.
Son instrument préféré est le piano[réf. nécessaire].
Au printemps 2013 un single partagé avec Toy est publié.
Elle participe en 2014 à une chanson de Damon Albarn, publiée sur l'album The Selfish Giant.
En 2015, faisant suite au single publié en 2013, elle collabore avec Toy et le producteur Dan Carrey au sein du projet Sexwitch et publie un premier album contenant six reprises de morceaux iraniens, marocains et thaïlandais des années 1960 et 1970.
Le 1er juillet 2016 sort son nouvel album intitulé The Bride.

## Filmographie
Bat for Lashes a réalisé le segment I Do du film Madly, sorti en en 2016.